# Picea rubens
Picea rubens, la pícea roja, es una especie de conífera perteneciente a la familia Pinaceae nativa del este de Norteamérica, desde Quebec a Nueva Escocia, y desde el sur de Nueva Inglaterra en las montañas Adirondack y los Apalaches al oeste de Carolina del Norte.

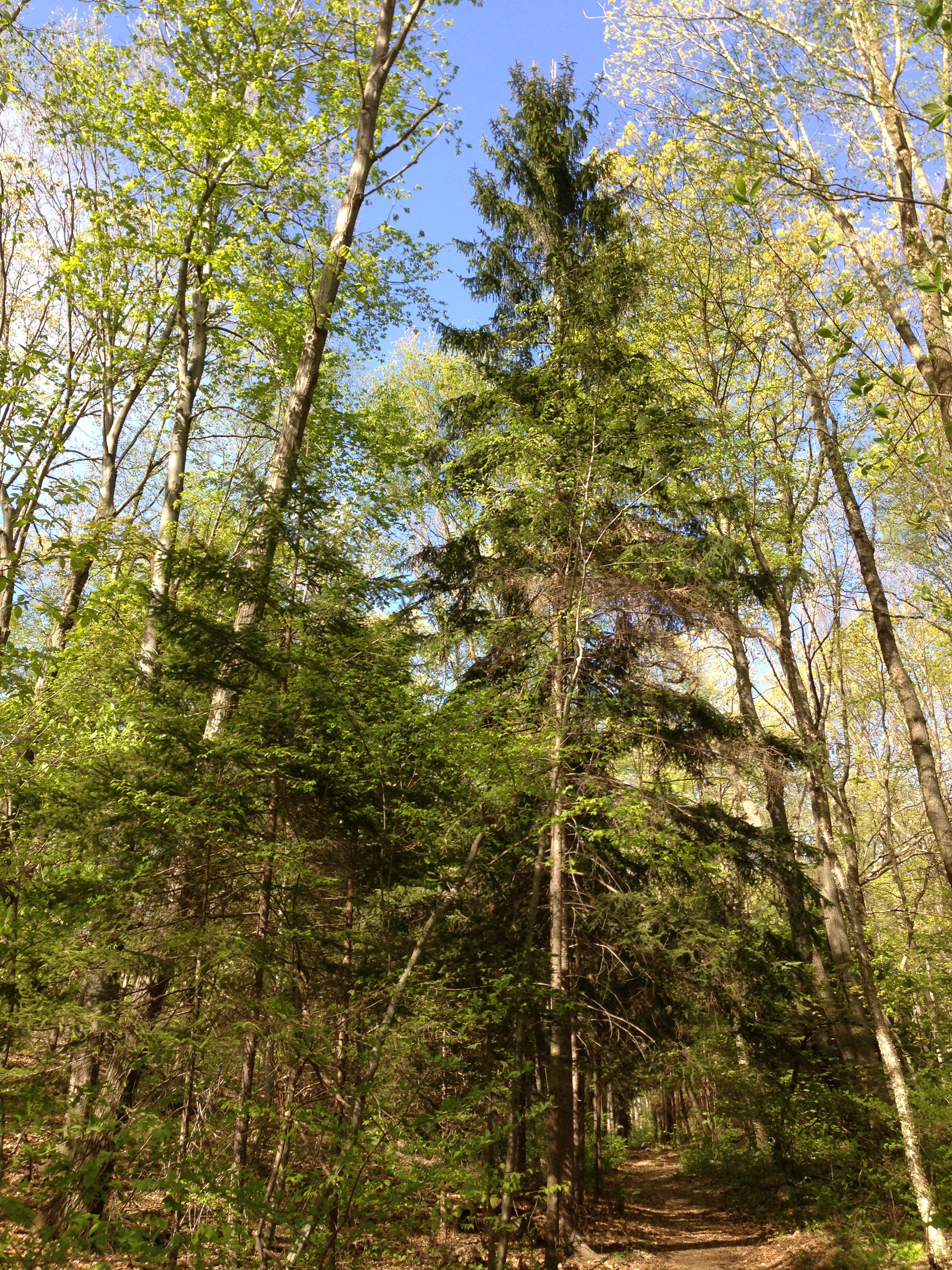
Vista del árbol

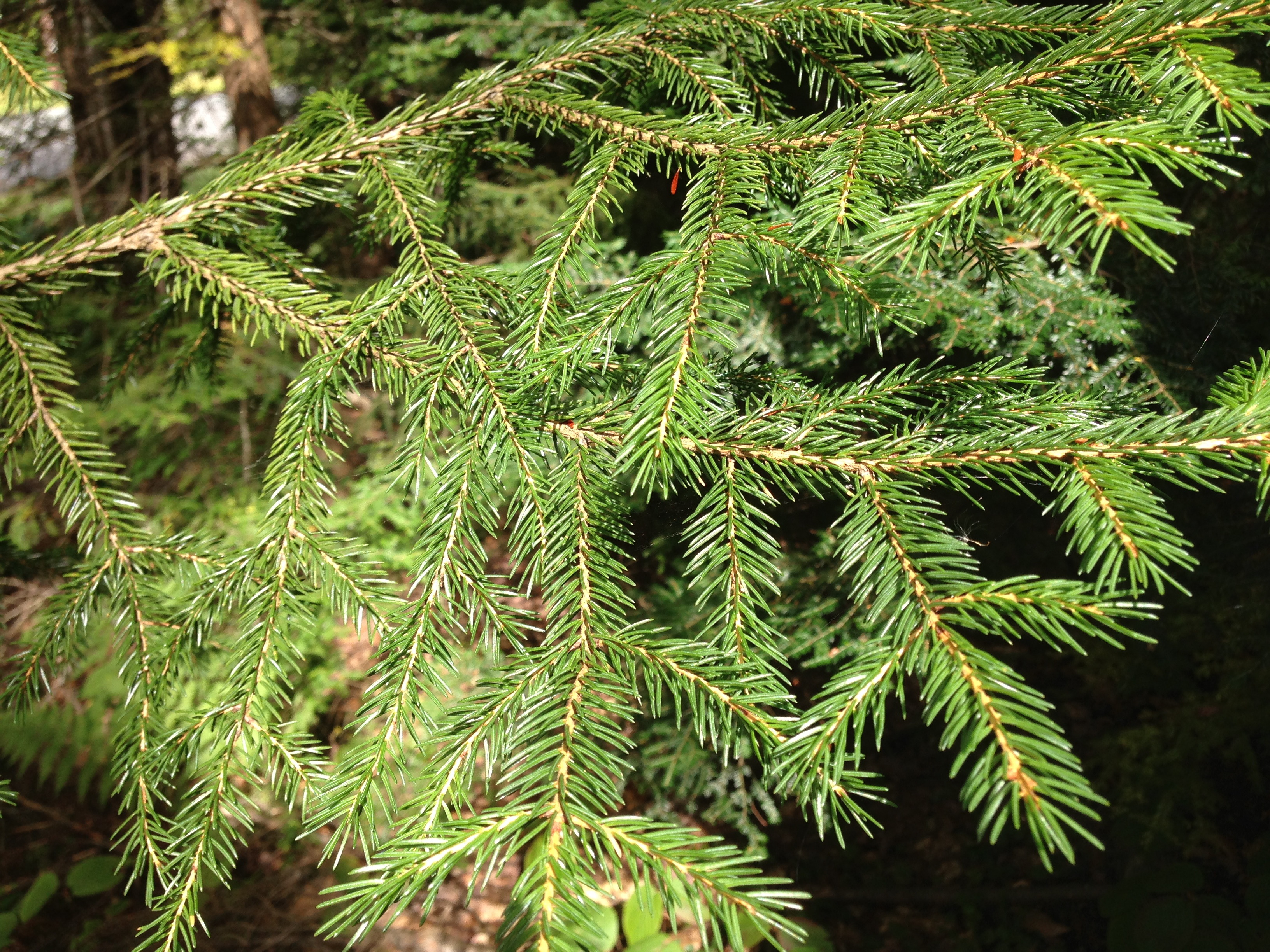
Detalle de las hojas

## Descripción
Alcanza un tamaño de 18-30 metros de altura y un tronco con 60 cm de diámetro, aunque algunos ejemplares llegan a 46 m y 130 cm de diámetro. Tiene una estrecha corona cónica. crece lentamente y vive de 250 a 350 años. Las hojas son como agujas, rígidas, erectas amarillo-verdosa de 12-15 mm de longitud. Tiene una piña cilíndrica de 3-5 cm de longitud, siendo de color rojo-marrón y cuelgan de las ramas.

## Usos
Se utiliza comercialmente como árbol de Navidad y por su pulpa para hacer papel o para la construcción de guitarras.

## Taxonomía
Picea rubens fue descrita por Charles Sprague Sargent y publicado en The Silva of North America 12: 33, pl. 597. 1898.
Etimología
Picea; nombre genérico que es tomado directamente del Latín pix = "brea", nombre clásico dado a un pino que producía esta sustancia
rubens: epíteto latíno que significa "de color rojo".
Sinonimia
- Abies americana K.Koch
- Abies rubra (Du Roi) Poir.
- Picea americana Suringar
- Picea australis Small
- Picea nigra var. rubra (Du Roi) Engelm.
- Picea rubra (Du Roi) Link
- Picea rubra var. pendula Carrière
- Picea rubra var. pusilla Peck
- Picea rubra var. virgata (Rehder) Rehder
- Picea rubra f. virgata Rehder
- Pinus abies var. acutissima Münchh.
- Pinus americana Gaertn.
- Pinus canadensis var. rubescens Weston
- Pinus mariana var. rubra Du Roi
- Pinus rubra (Du Roi) D.Don
- Pinus rubra var. violacea Endl.[5]